# 김요환
김요환(金曜煥)은 대한민국 제45대 육군참모총장을 지낸 군인이다.

## 생애
육군 제3사단장, 육군 수도군단장, 육군 제2작전사령관 등 군 주요직을 거쳐 제45대 육군참모총장을 지냈다.

## 학력
- 1968년 고성초등학교
- 1971년 부안중학교
- 1974년 경신고등학교
- 1978년 육군사관학교 제34기 (문학사)
- 1984년 육군보병학교 졸업
- 1986년 육군대학 졸업
- 1988년 국방대학교 행정학사
- 1991년 경남대학교 대학원 행정학 석사

## 수상
- 보국훈장 국선장
- 보국훈장 삼일장
- 국방부장관표창

## 경력
- 2001.11 ~ 2002.11 : 육군 1군단 작전참모
- 2002.11 ~ 2003.11 : 육군본부 정보작전참모부 부대계획과장
- 2003.11 ~ 2004.11 : 육군 2군단 참모장
- 2004.11 ~ 2005.05 : 육군보병학교 교수부장
- 2005.05 ~ 2006.11 : 합동참모본부 전비태세검열차장
- 2006.11 ~ 2008.11 : 육군 3사단장 (육군 소장)
- 2008.11 ~ 2009.11 : 육군본부 정보작전참모부장
- 2009.11 ~ 2011.05 : 육군 수도군단장 (육군 중장)
- 2011.05 ~ 2012.10 : 육군참모차장
- 2012.10 ~ 2014.08 : 육군 제2작전사령부 사령관 (육군 대장)
- 2014.08 ~ 2015.09 : 제45대 육군참모총장
- 2016.05 ~ 2019.02 : 국제개발협력단체 NGO 월드투게더 회장
- 2019.02 ~ : 국제개발협력단체 NGO 월드투게더 고문
- 대한민국 예비역 장성모임 성우회 정책자문위원장